# Cindy (nome)
Cindy  è un nome proprio di persona inglese femminile.

## Varianti
- Femminili: Cindi[1][3], Cindie[3], Cyndi[1][3], Sindy[1][3]

## Origine e diffusione
Si trattava, originariamente, di un ipocoristico di Cynthia o di Lucinda; ha avuto notevole successo anche come nome a sé stante, risultando fra i primi 100 dati alle neonate statunitensi fra il 1953 e il 1973. 

## Onomastico
Il nome è adespota, ossia non esistono sante che lo portano, quindi l'onomastico può essere festeggiato il 1º novembre, in occasione di Ognissanti.

## Persone

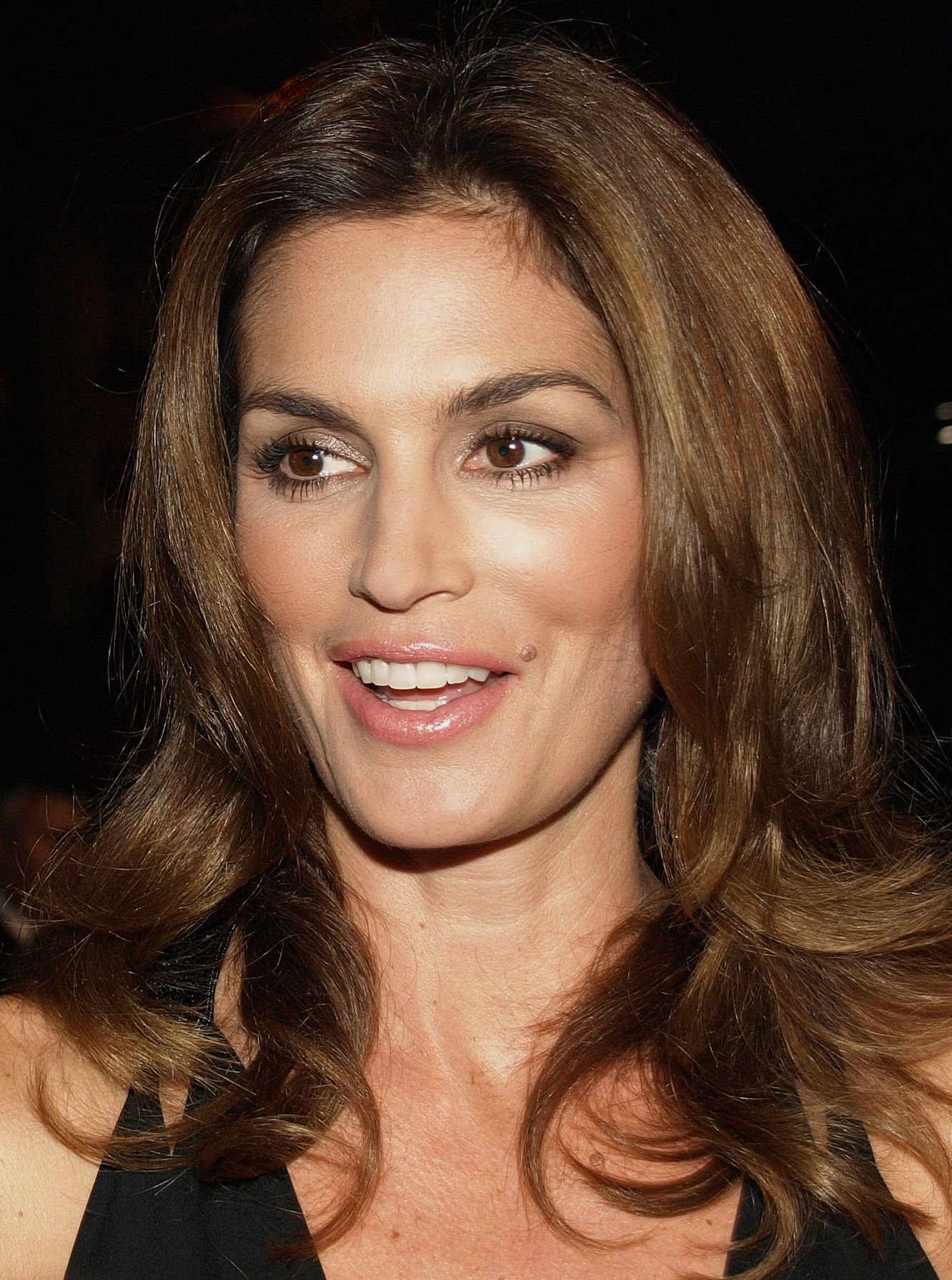
Cindy Crawford

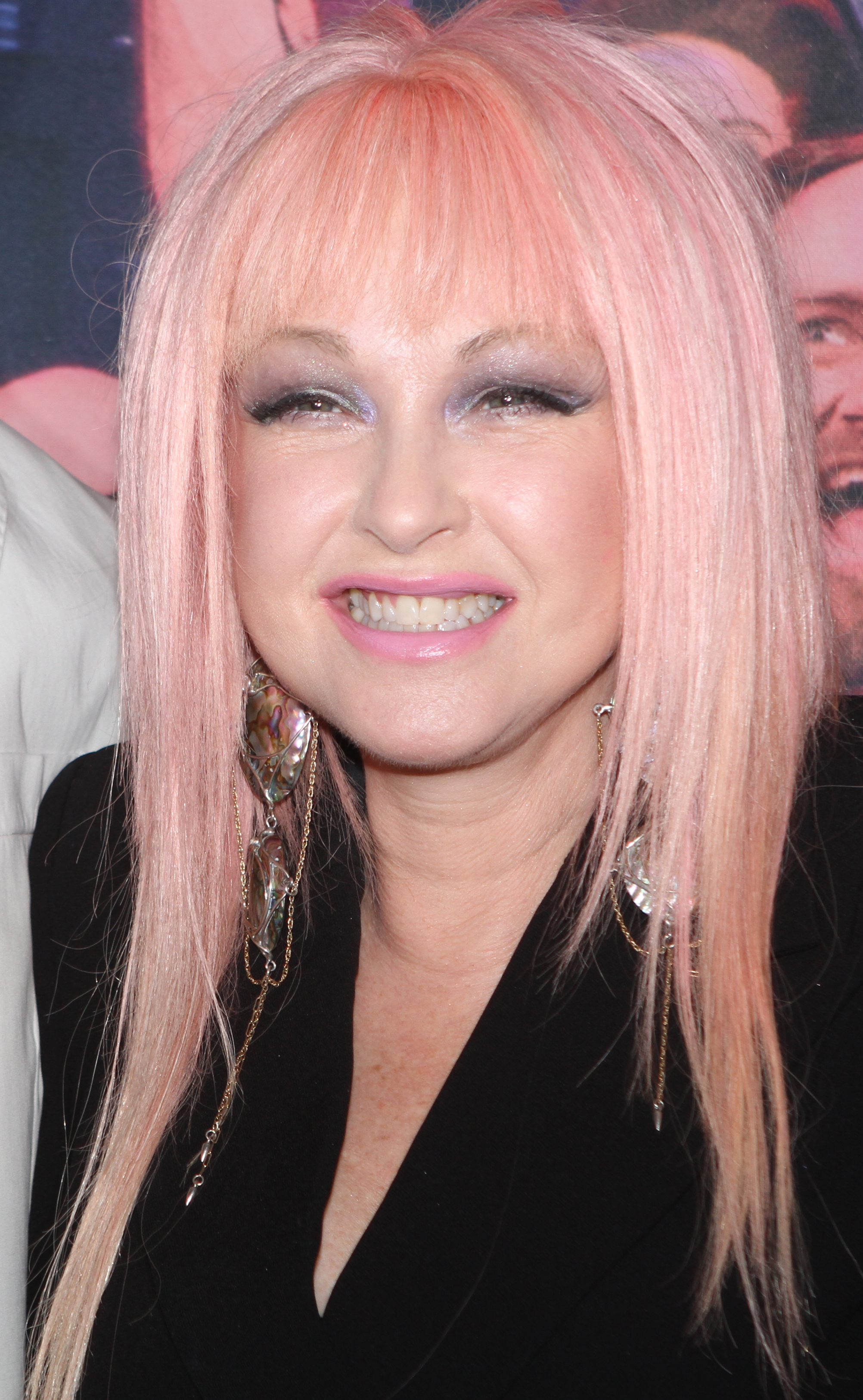
Cyndi Lauper

- Cindy Au, attrice e cantante cinese
- Cindy Blackman, batterista statunitense
- Cindy Breakspeare, modella e musicista giamaicana
- Cindy Brogdon, cestista statunitense
- Cindy Brown, cestista statunitense
- Cindy Crawford, supermodella e attrice statunitense
- Cindy Crawford, attrice pornografica statunitense
- Cindy Fabre, modella francese
- Cindy Leadbetter, attrice e modella statunitense
- Cindy Lima, cestista spagnola
- Cindy Morgan, attrice statunitense
- Cindy Nell, modella e conduttrice televisiva sudafricana
- Cindy Nelson, sciatrice alpina statunitense
- Cindy Noble, cestista statunitense
- Cindy Sampson, attrice canadese
- Cindy Sherman, artista, fotografa e regista statunitense
- Cindy Williams, attrice statunitense

### Variante Cyndi
- Cyndi Lauper, cantante statunitense
- Cyndi Wang, cantante e attrice taiwanese

## Il nome nelle arti
- Cindy è un personaggio dei cartoni animati dell'Orso Yoghi.
- Cindy Campbell è un personaggio della serie cinematografica Scary Movie.
- Cindy "Mac" Mackenzie è un personaggio della serie televisiva Veronica Mars.